# Amel
|  | Aquest article tracta sobre la localitat belga. Vegeu-ne altres significats a «Amel (desambiguació)». |

Amel (en való Amblèfe i en francès Amblève) és un municipi belga de la província de Lieja a la regió valona i a la Comunitat Germanòfona de Bèlgica situat al marge del riu Amel. El 2009 tenia uns 5466 habitants.

## Història
El primer esment escrit data del 670 en una acta del rei Khilderic II que va establir-hi una cort, Curtis Amblava, que probablement va trobar-se al lloc de l'actual església parroquial. Tot i això, van trobar-se traces d'habitació molt més vella. El nom prové d'un mot cèltic que significa aigua. Al lloc dit Wolfsbusch van trobar-se pedres de molí que als 1920 va, utilitzar-se per a estabilitzar carreteres noves. A l'època celta i romana va extraure's or de l'aigua de l'Amel. 	
Al 719 va tenir lloc la batalla d'Amel entre el austrasians i els neustrians. Als Metzer Annalen que conten aquesta batalla, ja esmenten l'existència d'una església a Amel. El 1405 Amel passà al ducat de Luxemburg fins al 1795. Això explica que el lleó heràldic de Luxemburg es troba a la meitat esquerra de l'escut del municipi.
A la revolució francesa va ser integrat a la subdivisió administrativa revolucionària del departament de l'OurteDesprés del congrés de Viena del 1815 fins al tractat de Versalles del 1919 va esdevenir prussià abans de ser annexionat per Bèlgica. El 1940 l'Alemanya va annexionar el municipi que el 1945 va tornar a Bèlgica.

## Economia

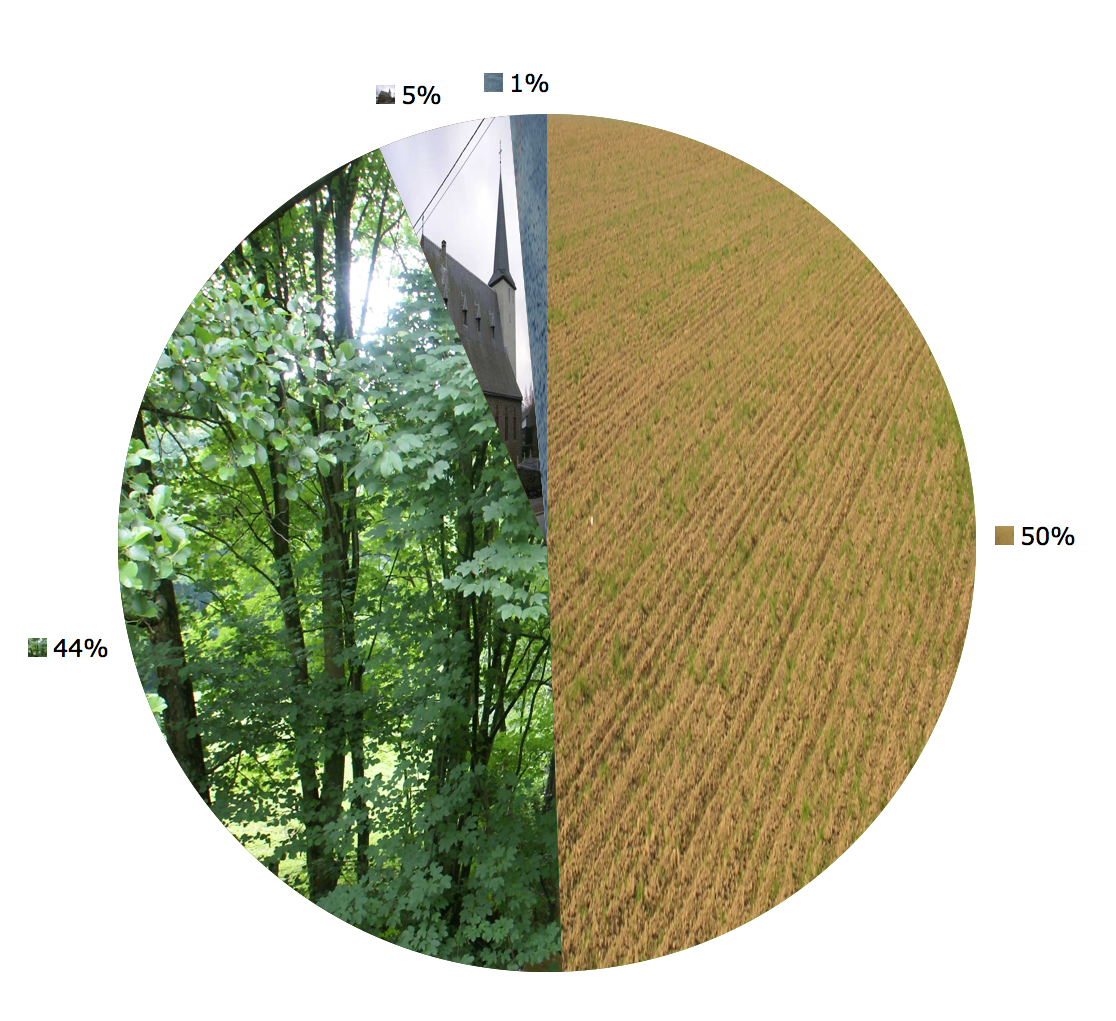
Utilització del terra:
50% pastures i conreu
44% bosc
5% construccions i carreteres
1% diversos

Les activitats majors de Amel són l'agricultura, l'explotació forestal i les seves indústries connexes talment serradores, fusteries) i el turisme: l'agricultura ocupa la meitat del terra. Al lloc dit Kaiserbaracke va construir-se un polígon industrial.

## Demografia
- Fonts:NIS i municipi d'Amel
- 1919: el municipi d'Heppenbach esdevé independant
- 1977: fusió amb Heppenbach i Meyerode i cessió d'una part de Wallerode a Sankt Vith

## Nuclis
Amel, Heppenbach, Halenfeld, Hepscheid, Wereth, Mirfeld, Möderscheid, Schoppen, Montenau, Deidenberg, Medell, Meyerode, Valender, Wallerode, Born (Amel), Eibertingen, Iveldingen

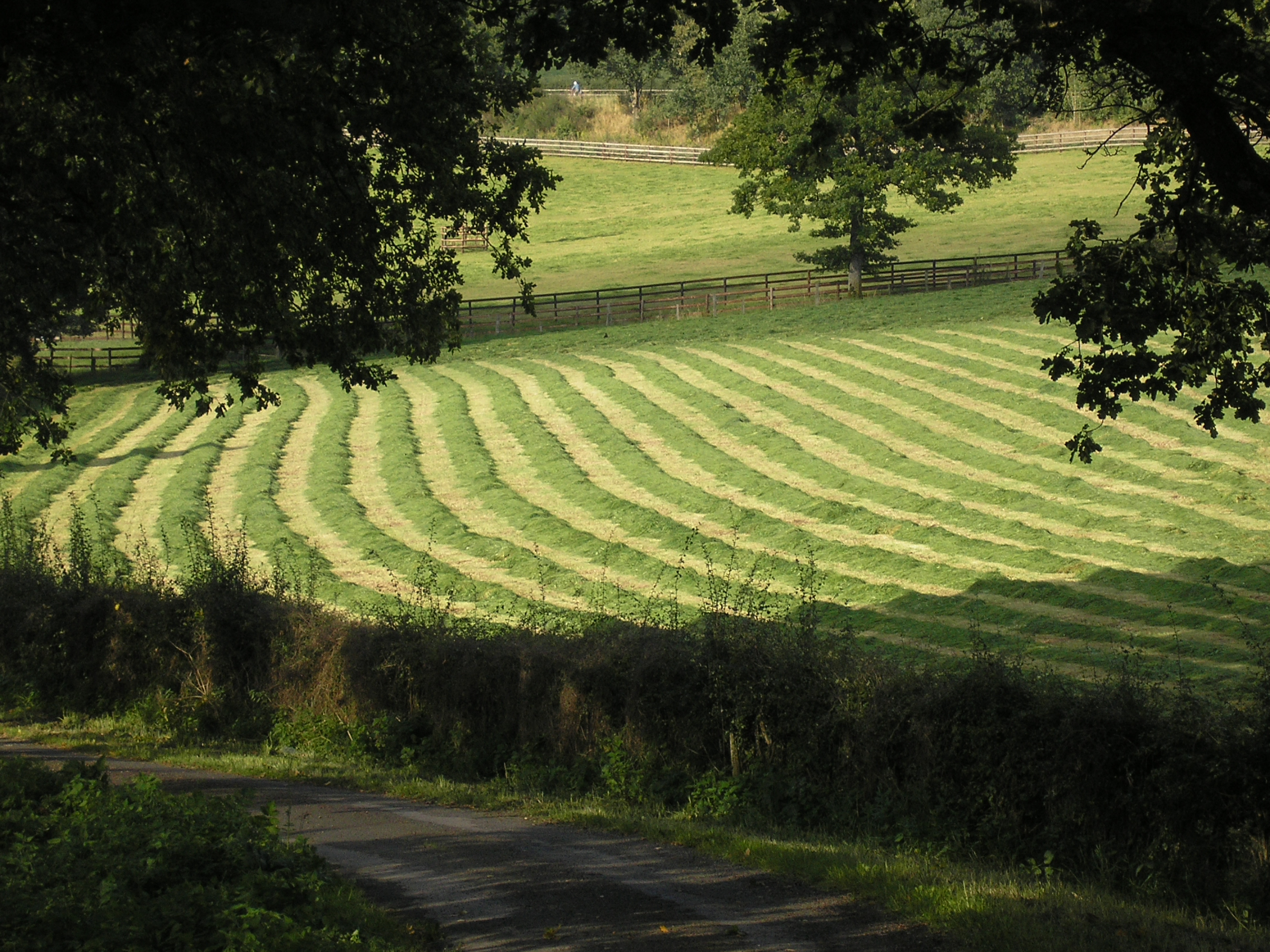
La recolta del fenc a Iveldingen
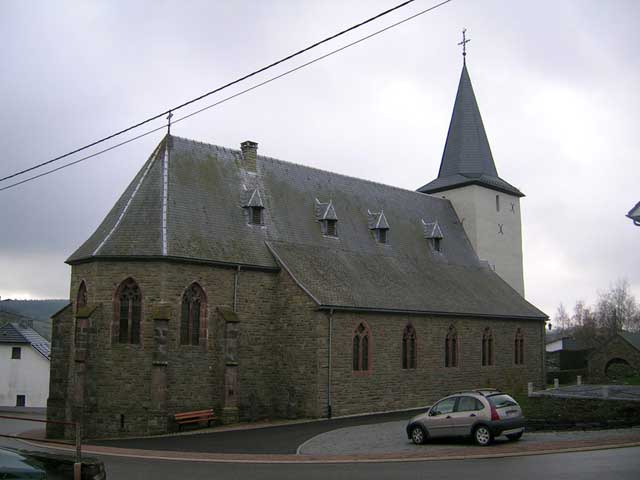
Església de Meyerode
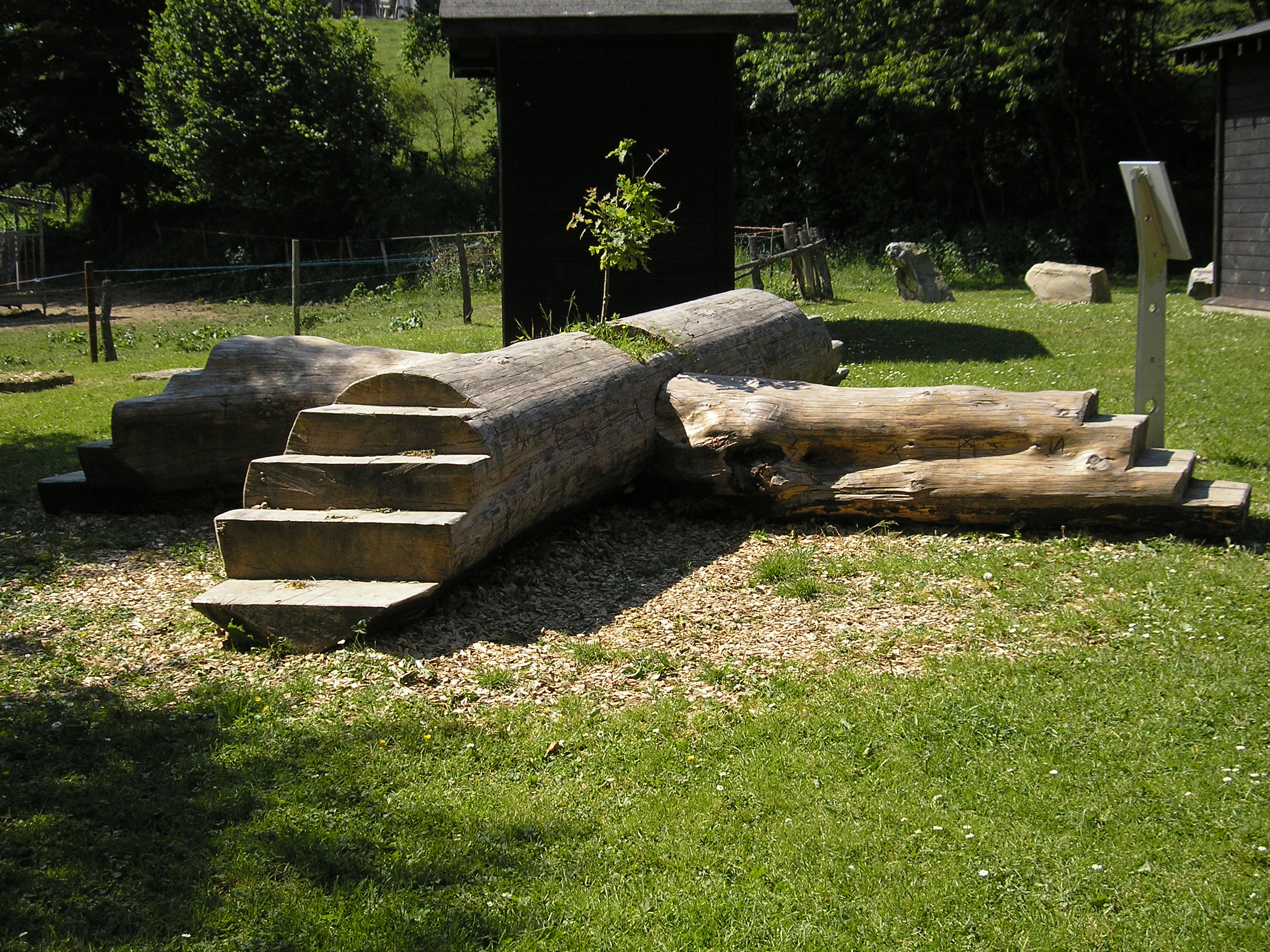
Holzartenhaus a Heppenbach
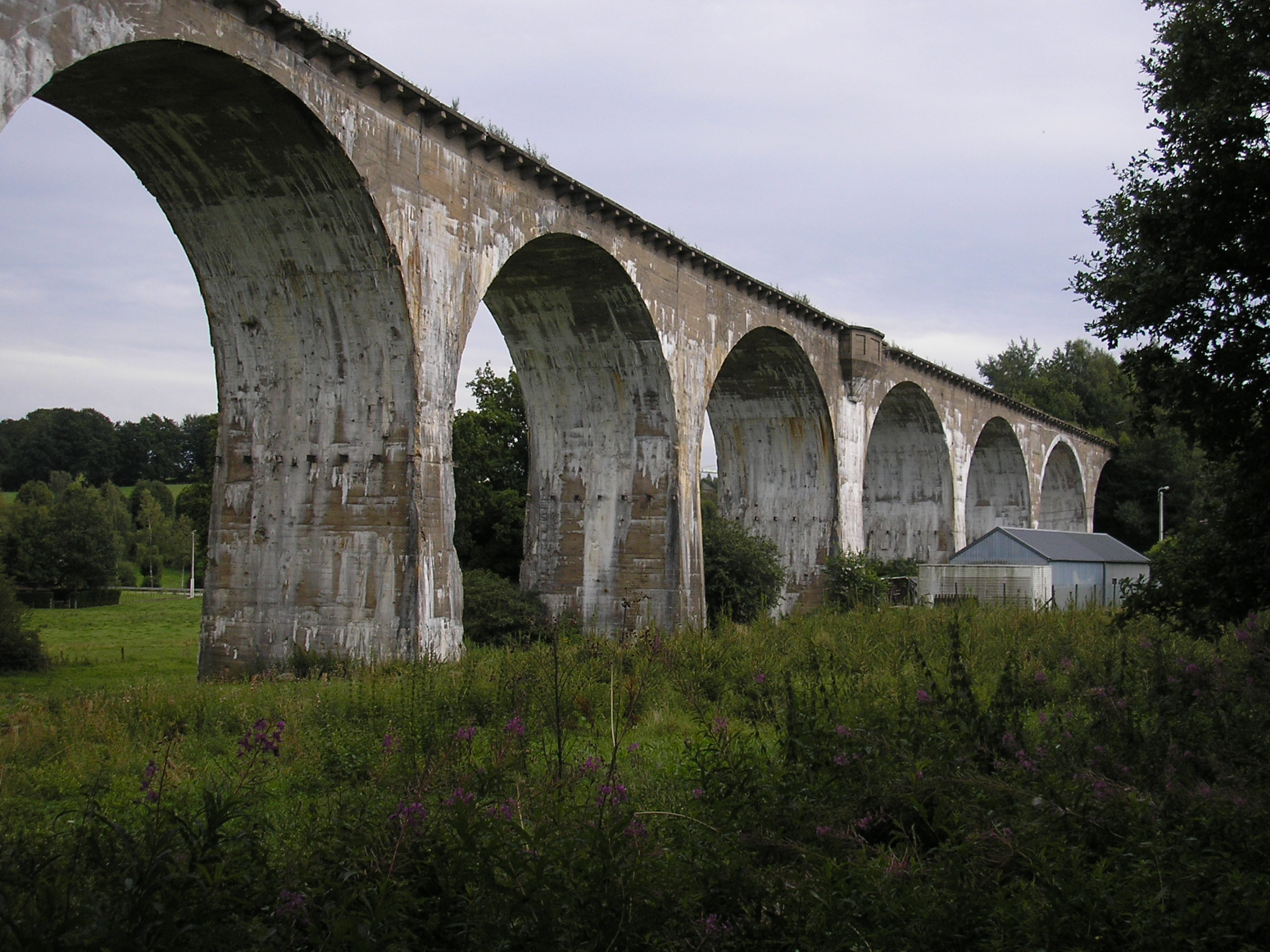
Viaducte de la Vennbahn a Born

## Punts d'interès turístic
- El Ravel (xarxa de vies per a vianants lents) al llit de l'antic ferrocarril Vennbahn
- El Heimat- und Wurzelmuseum (museu de la història local i dels arrels)
- El Waldlehrpfad, camí didàctic a través el bosc que explica la flora i la fauna de les Ardenes i de l'Eifel.

1. ↑  «Registre de la població de Bèlgica». Arxivat de l'original el 2009-10-07. [Consulta: 2 novembre 2009].